# Michael Kite
Michael Kite (* 1973) ist ein ehemaliger kenianischer Marathonläufer.
2000 siegte er beim Südtiroler Frühlings-Halbmarathon, bei der Maratona d’Europa und beim München-Marathon.
Im Jahr darauf wurde er Zweiter beim Paris-Halbmarathon, Dritter beim Turin Half Marathon und Siebter beim Venedig-Marathon.

## Persönliche Bestzeiten
- Halbmarathon: 1:01:42 h, 30. April 2000, Meran
- Marathon: 2:09:46 h, 15. Oktober 2000, München